# Saint-Sulpice-de-Grimbouville
Saint-Sulpice-de-Grimbouville – miejscowość i gmina we Francji, w regionie Normandia, w departamencie Eure. Nazwa miejscowości pochodzi od imienia św. Sulpicjusza.
Według danych na rok 1990 gminę zamieszkiwało 159 osób, a gęstość zaludnienia wynosiła 37 osób/km² (wśród 1421 gmin Górnej Normandii Saint-Sulpice-de-Grimbouville plasuje się na 740. miejscu pod względem liczby ludności, natomiast pod względem powierzchni na miejscu 744.).